# Hulgunchi, Sindhnur
Hulgunchi là một làng thuộc tehsil Sindhnur, huyện Raichur, bang Karnataka, Ấn Độ.